# Claudia Ahlering
Claudia Ahlering   (Diepholz, 1972) és una il·lustradora i dibuixant de còmics alemanya que viu i treballa en una granja ecològica a Estíria.

## Trajectòria
Claudia Ahlering va néixer a Diepholz, a la Baixa Saxònia, i va créixer amb quatre germans grans. De 1991 a 1993 va estudiar Belles Arts a la Universitat de Hannover. Entre 1994 i 1996 va estudiar pintura aplicada al vitrall i la porcellana. El 2005 va rebre una beca per a l'École national supérieure des beaux-arts de París. El 2004 va impulsar la publicació a Hamburg del primer número de la revista col·lectiva de còmic independent i d'art Spring, que està dissenyada i realitzada exclusivament per dones.
La primera novel·la gràfica d'Ahlering va ser publicada el 2015, Ghetto Brother, a partir d'un guió de Julian Voloj. Basada en fets reals, Ghetto Brother tracta sobre la banda de carrer del mateix nom del Bronx als anys 1970 que va influir en el naixement del moviment hip-hop. El 2016 van publicar Die Judenbuche, una adaptació de la novel·la homònima d'Annette von Droste-Hülshoff.
La seva tercera col·laboració amb Voloj va ser Marlene Dietrich - Augenblicke eines Lebens el 2021. En aquesta biografia, la mateixa Marlene Dietrich, de 91 anys, apareix com a narradora al seu enfosquit apartament parisenc i fa la seva darrera entrevista al jove periodista Leon, oferint així un repàs subjectiu de la seva vida en què descriu tant els seus inicis com a actriu de teatre a la dècada del 1920 com els seus èxits posteriors a Hollywood.